# Сокільський Преображенський монастир
Сокільський Преображенський монастир (1714 - 1786 рр.) — православний чоловічий монастир в містечку Сокілка Кобеляцького повіту. Знаходився за 18 верст на південь від Кобеляк, за 3,0–3,5 км від сучасного с. Правобережна Сокілка, поруч із с. Перегонівка. Сучасні дослідники досі не можуть визначити де саме розташовувався монастир. 

## Історія створення та існування
Заснований у 1714 р. Ігуменом Полтавського Хрестовоздвиженського монастиря біля гори Духової (Дохової) на березі річки Ворскла (на землях подарованих церкві). На початку свого існування підпорядковувався Полтавському Хрестовоздвиженському монастирю. В 1723 р. в реєстрі Задніпровських монастирів Київської єпархії він значився як "Сокульська пустинька". 
Мав дві дерев'яні церкви:Преображенську та Георгіївську.
Сокільська обитель тривалий час, аж до 1749 року, перебувала під опікою саме цієї церковної твердині Полтавщини.

У 1737 році зруйнований кримськими татарами. 
У 1738 році відновлений. Після відновлення Іоанном Скляренком, якому Полтавським монастирем обитель було надано з усіма ґрунтами та вітряками. Після постриженства в тому ж монастирі він, під іменем Ісайї, не тільки відродив Сокільську обитель, яка з того часу майже п’ятнадцять років іменувалась скитом і підпорядковувалась вже Нехворощанському монастиреві, а й розбудував її господарство. Як результат – з 1763 року Сокільському скиту було знову було затверджено іменуватися і писатися монастирем (грамотою митрополита Київського Арсенія). Згадка про підпорядкування Нехворощанському монастирю датується 1751 роком. 
У 1977 році з благословіння архієпископа Херсонського та Слов'янського зусиллями ігумена Іринарха будівлі було перенесено на гору. А саме: відбулося перенесення дерев’яних будівель, у тому числі соборної церкви, настоятельського дому, огорожі, а також братських келій, на нове, відкрите і рівне місце, – на горі Доховій (Духовій). Після цього в різних джерелах його стали називати Сокологірським.
Подальшому розвитку Сокільської обителі, як і багатьох інших, завадили реформи у церковній сфері, проведені імператрицею Катериною ІІ. Секуляризувавши земельні володіння монастирів Гетьманщини, вона остаточно перетворила їх на опорні пункти духовного поневолення українського народу, яке протягом наступних більш ніж двох століть проводила московська церква.
Але Сокільському Преображенському монастирю навіть в цьому відношенні не пощастило. Після конфіскації земельних угідь він був 1786 року закритий, а його святині та дерев’яна будівля Преображенського собору перенесені до Катеринослава (див. докладніше Секуляризація).
Таким чином, волею долі Сокільській обителі випало існувати не тільки лише сім десятків років, але і за важких обставин планомірного наступу імперських структур на всі залишки окремішнього існування українських земель, у тому числі у церковній сфері. 
Характерним для XVIII століття стало і використання українських монастирів, за прикладом російських, як місць покарання, заслання чи ув’язнення для священників, що так чи інакше провинились перед державою або ж можновладцями.  Так до Сокільського скиту 1756 року був засланий роменський протопоп Єфстафій Стефанович, який мав тривалий конфлікт з впливовою у Гетьманщині родиною Марковичів.  Ще 1744 року роменський хрестовий протоієрей Євстафій Стефанович подав донос на Марка Андрійовича Марковича, який в розмовах критикував графа Олексія Розумовського, матері Розумовського в селі Адамівка. При цьому він прописав всі обставини, за яких Маркович сварив піднесення Розумовського, які йому стали відомі цілком випадково зі слів священника роменської соборної Успенської церкви Петра Яновського, що чув цю лайку. Але тоді донос потрапив до рук управителя маєтками Розумовського Семена Пустоти, який його знищив.  Така ж доля спіткала і другий донос, поданий пізніше. До Таємної канцелярії дійшов тільки третій, відправлений з Ромен 25 липня 1747 року, в якому Стефанович до звинувачень проти Марковича та Пустоти додав згадку про батька першого, «мазепинця» Андрія Марковича: 1728 р. на Андрія Марковича «подано было 700 челобитных, но кн. Шаховский (министр при гетмане Апостоле с 1730 г.), получив от Марковича подарки, спрятал все челобитныя в долгій язык».  Врешті решт це призвело до арешту Марковича та Пустоти, їх відправлення до Москви та смерті Марка Марковича у тамтешній в’язниці, чого родина Марковичів звичайно ж не могла пробачити Стефановичу. Однак відомо, що із Сокільського ув’язнення він таки втік.

## Ікона Різдва Богородиці
Добре відома ікона Різдва Богородиці, що явилася 1721 р. і названа Сокільською. Вона зберігалася в монастирі, 23 лютого / 8 березня день її святкування. В виданні Є. Поселяніна помилково вказана дата 1172 р, але сучасні дослідники вказують що найбільш вірогідною є датою 1721, що збігаєтся з періодом існуванням монастиря.  

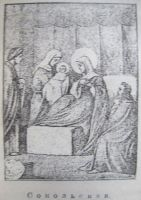
Сокільська чудодійна ікона Різдва Пресвятої Богородиці

Ікона вважалася дуже шанованою у народі і мала відмітини на тлі після татарської навали. Серед інших секуляризованих речей після ліквідації монастиря вона була передана до собору у Єльці (Росія). Подальші відомості про ікону відсутні.

## Відомі ігумени
- Ісайя (1738 - 1766)
- Софроній (1766 - 1772?)
- Іринарх (Рудановський) (1776 - 1778)